# Maxion Wheels
Maxion Wheels è il più grande costruttore al mondo di cerchioni. Dal 2012 ha acquisito le attività della società fondata nel 1921 da Johann Lemmerz Hayes Lemmerz attraverso la società brasiliana Iochpe-Maxion-Gruppe.
La società produce cerchioni in alluminio e acciaio.

## Struttura
La Maxion Wheels EAAP Holding GmbH è la società a capo della divisione tedesca Maxion Wheels Europe S.à.r.l., controllata dalla Maxion Wheels U.S.A. LLC.

## Fabbriche
- Königswinter, Germania

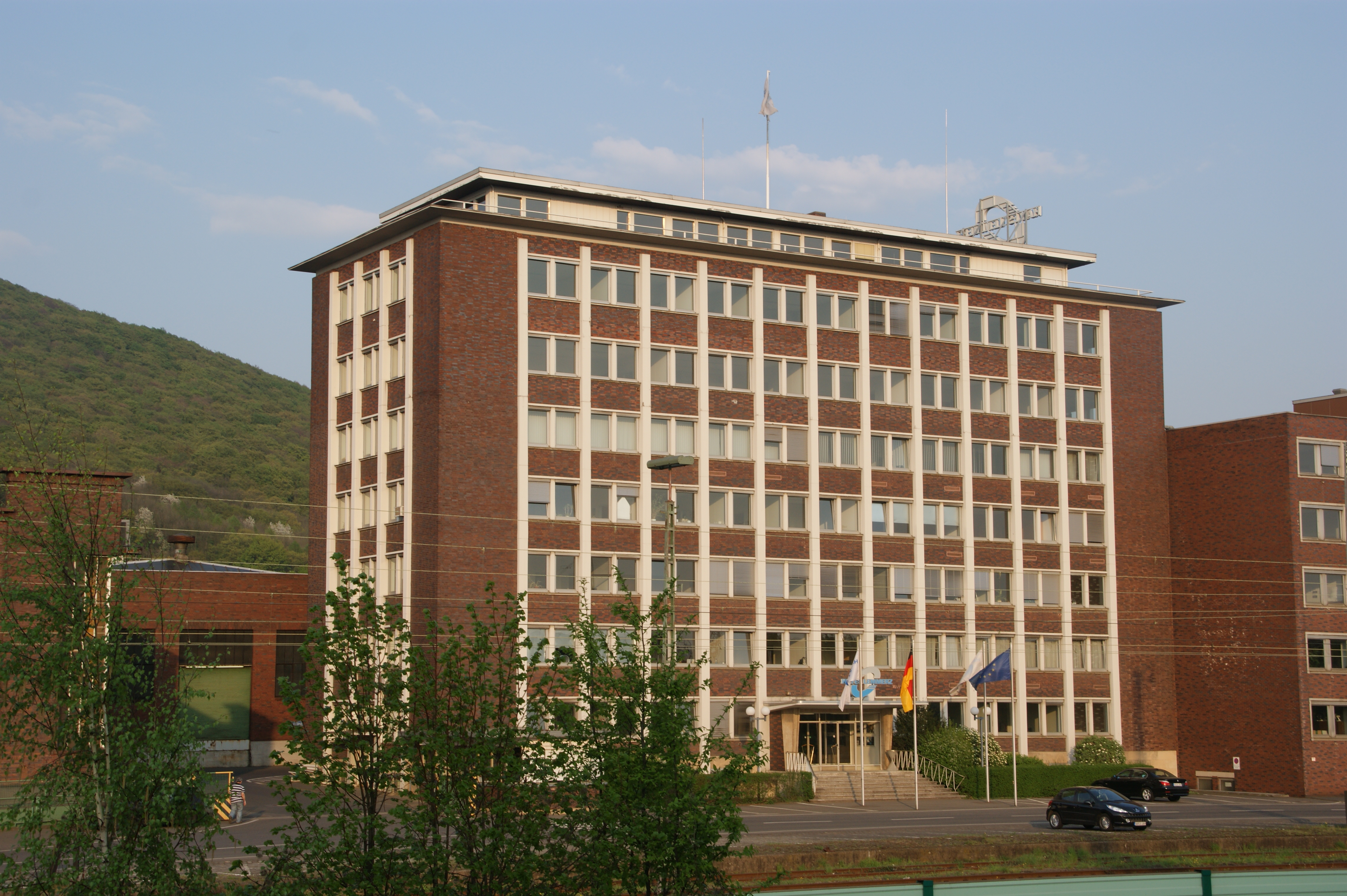
Lemmerz presso Königswinter

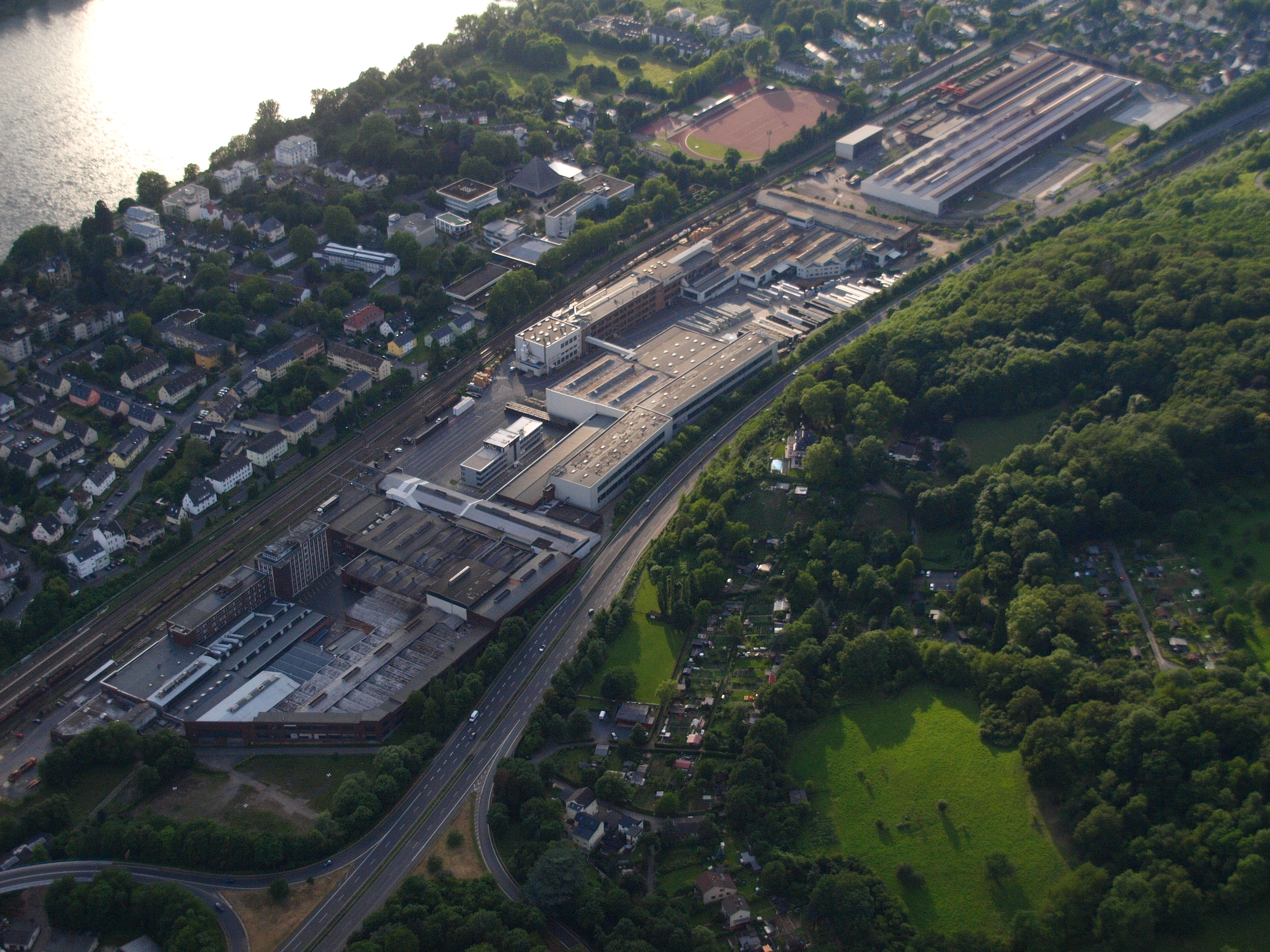
Lemmerz-Werk a Königswinter am Rhein

- Ostrava, Repubblica Ceca (Alukola)
- Dello, Italia
- Manresa, Spagna
- Manisa, Turchia (İnci)